# Stade Louis-Ganivet
Le stade Louis-Ganivet est un stade omnisports (servant principalement pour le football et l'athlétisme) tahitien situé dans la commune de Faaa, à Tahiti en Polynésie française.
Le stade, doté de 5 000 places, sert d'enceinte à domicile pour l'équipe de football de l'Association sportive Tefana.

## Histoire
En juin 2020, la municipalité décide des travaux de rénovation du stade pour accéder aux normes FIFA. Après huit mois de travaux, le stade est inauguré le 7 novembre 2020.

## Événements
- Finale retour de la Ligue des champions de l'OFC 2011-2012